# Andreas Euler
Andreas Euler (* 9. April 1966 in Bremen) ist ein deutscher Theater- und Fernsehschauspieler. Euler wirkte unter anderem bei den Störtebeker-Festspielen als Gödeke Michels mit. Zudem ist er in Serien und Filmen der ARD und des ZDF zu sehen.

## Werdegang
Sein Schauspielstudium absolvierte er an der Schauspielschule Bühnenstudio in Hamburg. Er hatte Engagements am Theater Bremen und am Berliner Maxim-Gorki-Theater.

## Werk
Er gehört zum Ensemble der mehrteiligen Krimiserie Ostfrieslandkrimis. Im Jahr 2014 spielte er die Rolle des Kurt bei dem deutschen Filmdrama Wir waren Könige. Neben Florian David Fitz, Meret Becker und Thomas Heinze spielte er im Spielfilm Lügen und andere Wahrheiten. Von 2012 bis 2017 gab er auf der Ostseeinsel Rügen den Vitalienbruder Gödeke Michels bei den Störtebecker-Festspielen.
Seit 2017 ist er in der Rolle des Peter Grendel fester Bestandteil der Ostfriesland-Krimireihe. In Produktionen folgender Theater war er zu sehen: Ernst-Deutsch-Theater, Theater Worpswede, Theaterschiff Lübeck, Maxim-Gorki-Theater, Komödie Bielefeld, Komödie Kassel und im Packhaustheater Bremen. Zu sehen ist er zudem in der Fernsehserie SOKO Wismar und in der Miniserie Afrika, mon amour. Er spricht synchron im Animationsfilm Meta. 2023 hatte er ein komödiantisches Solo mit Allein in der Sauna in der Theaterwerft Greifswald am Ryck. Auf der Insel Rügen arbeitet er auch als Trauerredner.